# Monsieur Paul Lédé
'Monsieur Paul Lédé' est un cultivar de rosier hybride de thé obtenu en 1903 par le fameux rosiériste lyonnais Joseph Pernet-Ducher. C'est surtout sa variété grimpante qui est répandue aujourd'hui.

## Description
Cette variété donne de longs boutons, puis de grosses fleurs rose abricot de 8 à 10 cm (plus intenses au cœur) avec parfois quelques taches de jaune paille très pâle à la base des pétales. Elles sont pleines, doubles (17-25 pétales), en forme de coupe. Elles sont moyennement parfumées. La floraison est remontante.   
Son buisson vigoureux de 80 cm à 120 cm de hauteur résiste au froid de l'hiver.
C'est sa variété grimpante qui est la plus répandue aujourd'hui depuis la découverte d'un sport grimpant par Lowe en Grande-Bretagne en 1913,. Ses fleurs tirent plus sur l'abricot,. Il peut atteindre 450 cm de hauteur et 150 cm de largeur s'il jouit d'une bonne exposition ensoleillée. On peut l'admirer à la roseraie du Val-de-Marne de L'Haÿ-les-Roses.